# Мост между Сан-Франциско и Оклендом
Мост между Сан-Франциско и Оклендом (также Бэй-Бридж; англ. San Francisco–Oakland Bay Bridge) —  мостовой переход через залив Сан-Франциско в штате Калифорния между городами Сан-Франциско и Оклендом. Состоит из двух частей: западной подвесной (2822 м) и восточной консольной (3101 м), которые соединены между собой тоннелем под островом Йерба-Буэна. Мост является одним из самых длинных мостов этого типа в мире.
После ввода в эксплуатацию первой трансконтинентальной железной дороги в 1869 году Сан-Франциско был отделен от этой важной инфраструктуры бухтой залива. С 1870 года из-за опасений снижения роли города в связи со сложным доступом к инфраструктуре железной дороги, начали обсуждать проект моста, который бы пересекал залив. После проведённых расчётов стало ясно, что оптимальным вариантом будет строительство моста, который пройдёт через остров Йерба-Буэна. Проблема заключалась в том, что на тот момент на острове располагалась база ВМС США. Таким образом, для начала работ необходимо было разрешение Конгресса США, которое и было получено в 1931 году.
Строительство началось 9 июля 1933 года. Для соединения двух секций моста под островом Йерба-Буэна пришлось прорыть тоннель шириной 23 метра.
Открытие состоялось 12 ноября 1936 года после трёх лет работы и инвестиций в 70 миллионов долларов.
На церемонии присутствовали бывший президент Герберт Гувер и губернатор Калифорнии.

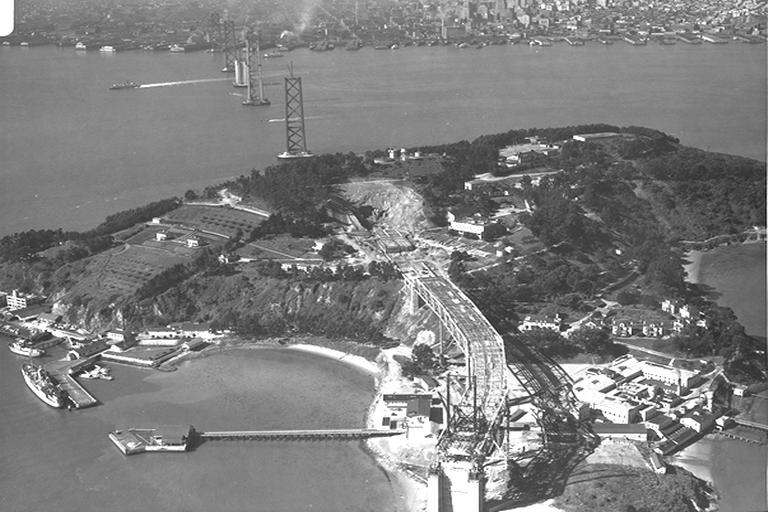
Строительство на острове Йерба-Буэна в 1935 году.
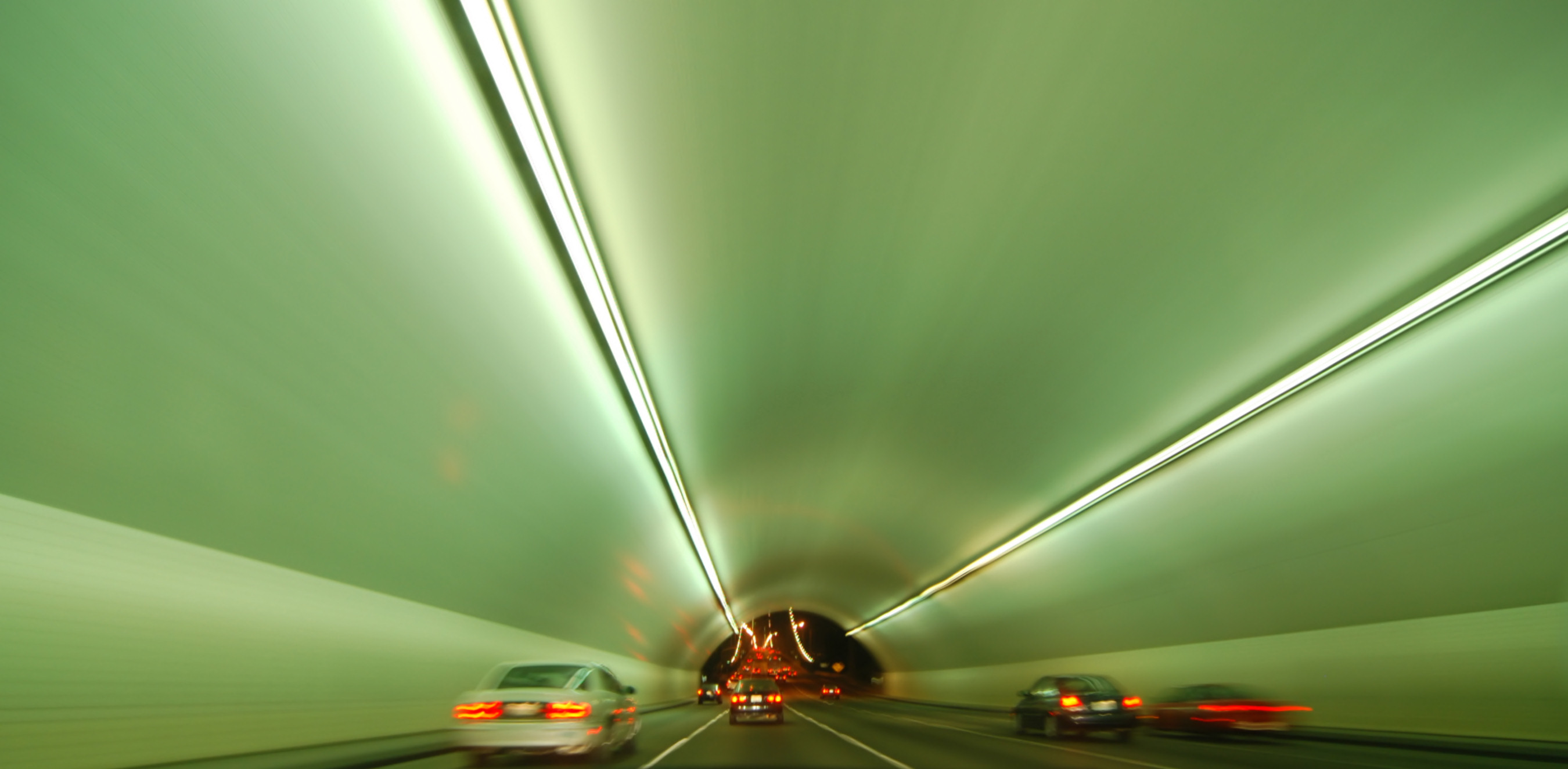
В тоннеле под островом Йерба-Буэна.
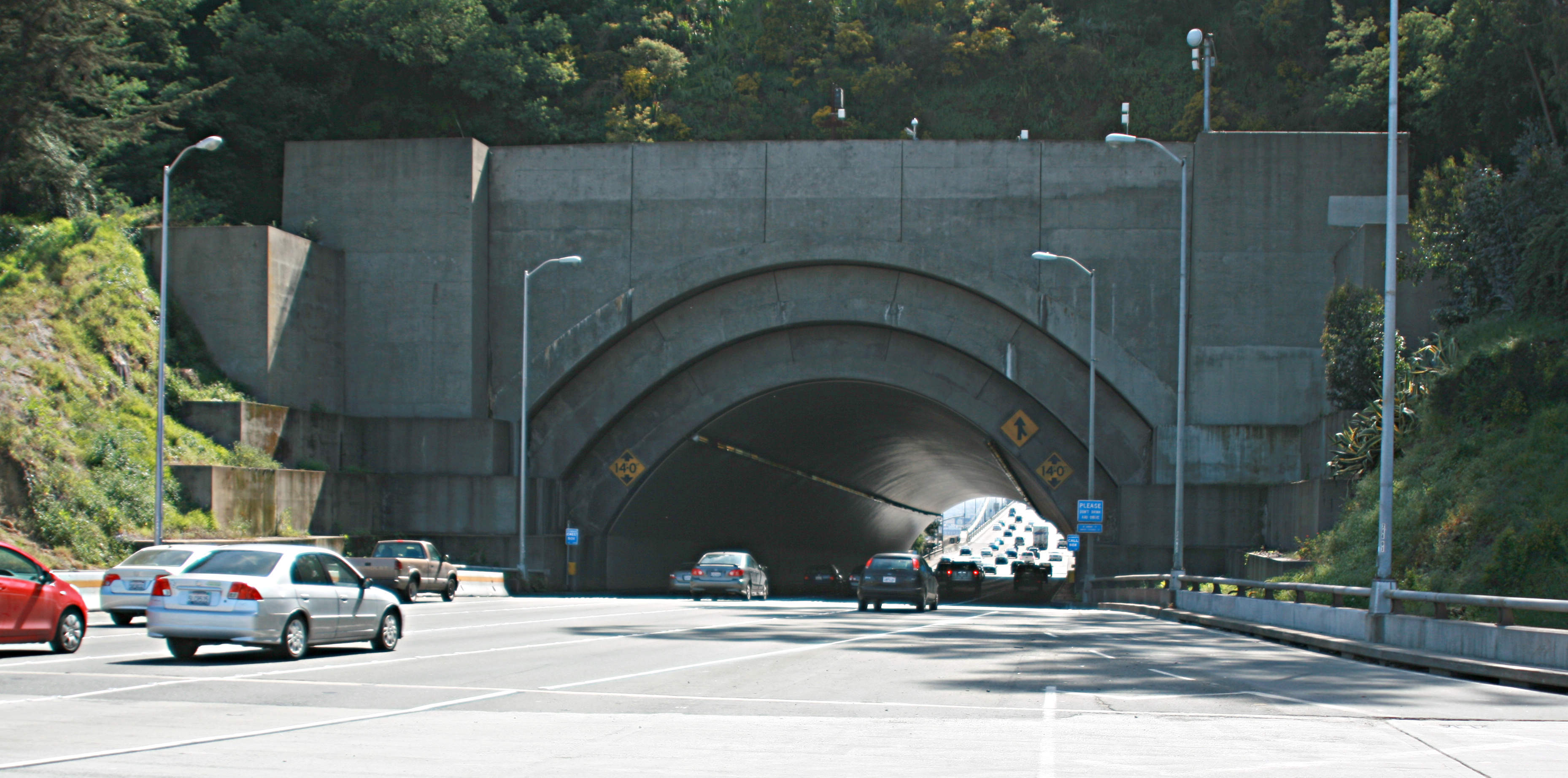
Тоннель, соединяющий две части моста Сан-Франциско-Окленд Бей-Бридж.
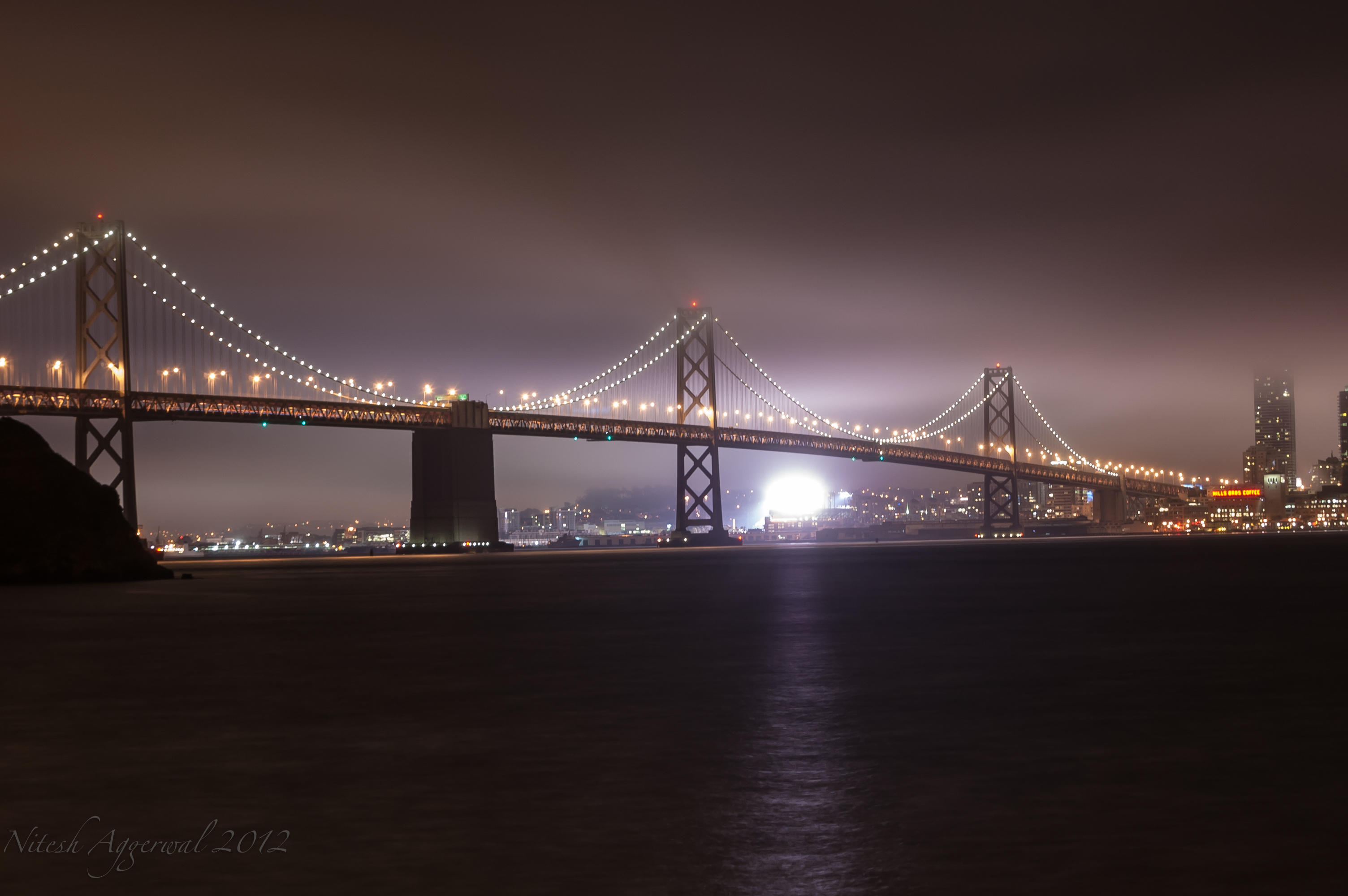
Вид на мост с острова Трежер-Айленд.
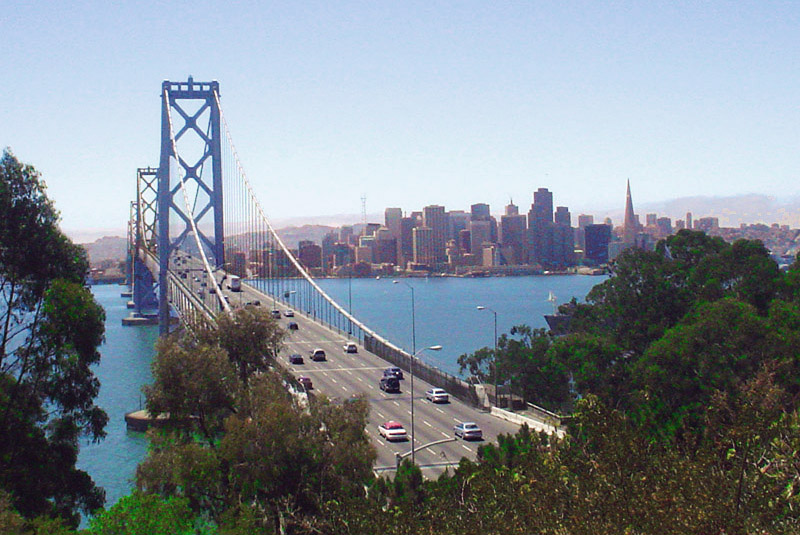
Вид на мост с острова Йерба-Буэна.
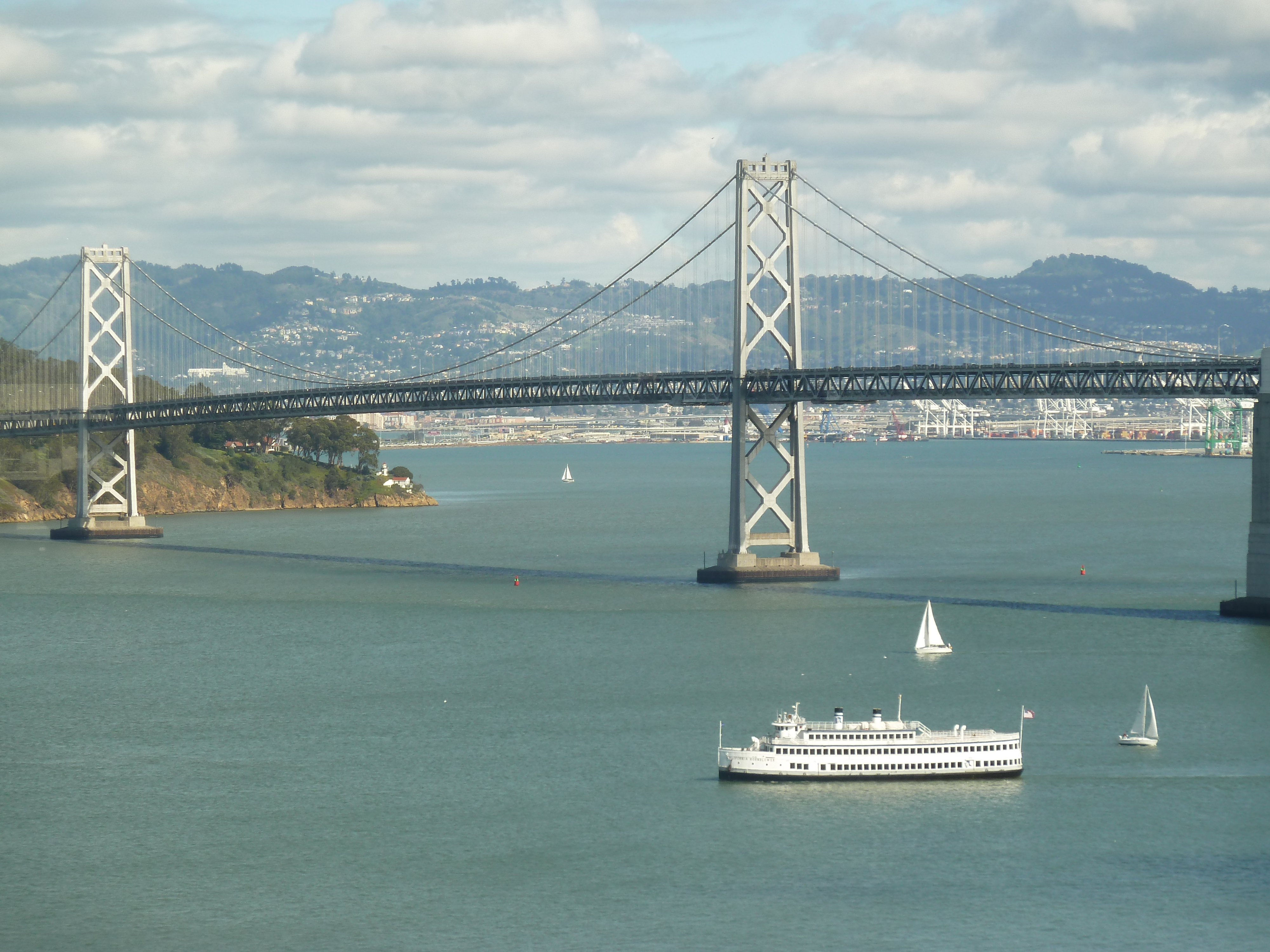
Вид на мост со стороны здания Bank of America.